# Wamweracaudia
Wamweracaudia — викопний рід завроподів, що існував в пізній юрі на території Танзанії.

## Етимологія
Родова назва поєднує назву народності Wamwera й caudia, що перекладається з грецької як «хвіст», а видова назва вшановує Mohammadi Keranje, що наглядав за ходом робіт при видобутті голотипа.

## Історія
Таксономічна історія Janenschia складна, доволі ймовірно, що до цього роду відносили рештки не пов‘язаних між собою танзанських завроподів. 1929 року Яненш описав хвостові хребці, на яких пізніше було засновано Wamweracaudia, віднісши їх до Janenschia robusta, проте не вказавши конкретного підґрунтя для такої ідентифікації (пізніше припускали, що він міг виходити з порівняння з наразі втраченим матеріалом). 2019-го автори перегляду сумнівних завроподів із Тендагуру виділили для цих елементів окремий таксон, Wamweracaudia keranjei.

## Систематика
Wamweracaudia - представник родини Mamenchisauridae, ймовірно, близько споріднений із Mamenchisaurus та Chuanjiesaurus.

## Палеобіогеографія
Вважалося, що Азію було ізольовано за середньої-пізньої юри від решти світу, й Mamenchisauridae сприймались як приклад ендемічної лінії виниклої за часів цієї ізоляції. Відкриття африканського таксона може вказувати на те, що ця родина не була ендемічною й могла виникнути ще до келовейської ізоляції Східної Азії, так само як і вірогідна приналежність до неї середньоюрського Cetiosauriscus із Британії. Імовірно, ізоляція не була цілковитою, на що вказує, зокрема, виявлення решток середньоюрських неозавроподів у Китаї.